# Herb Świeradowa-Zdroju
Herb Świeradowa-Zdroju – jeden z symboli miasta Świeradów-Zdrój w postaci herbu.

## Wygląd i symbolika
Herb miasta przedstawia na srebrnej, jednopolowej tarczy symboliczny, zielony świerk składający się z sześciu trójkątów równoramiennych, na który nałożono symboliczne źródło w kolorze błękitnym z granatową obwódką. W tle dwa szczyty górskie w postaci dwóch trójkątów w kolorze czerwonym. W dole tarczy przedstawiona symbolicznie woda mineralna z pęcherzykami powietrza.

## Historia
Z formalnoprawnego punktu widzenia wizerunek herbu określony jest w § 3 statutu Gminy Świeradów Zdrój z 27 sierpnia 2003, a jego wzór stanowi załącznik nr 2 do Statutu.
Przed 1945 używany był herb trójpolowy i zawierał m.in. wizerunek czarnego orła dolnośląskiego, trzy świerki na trzech szczytach w polu niebieskim oraz kielich Higiei na biało-czerwonej szachownicy.
W latach 50. XX wieku ustanowiono nowy herb, przedstawiający wodotrysk w polu srebrnym, z którego czerwonej podstawy wytryskuje 5 strumieni wody, opadających na złoty kryształ po prawej stronie, a na trzy zielone świerki po lewej. Alfred Znamierowski nazwał wodotrysk przedstawiony w tym herbie kuriozalnym – zdrój wypływa z kształtu przypominającego szynę kolejową, a na końcach strumieni wodnych jest kryształ i trzy choinki.